# Palais Maxímou
Le palais Maxímou (grec moderne : Μέγαρο Μαξίμου / Mégaro Maxímou, « palais de Máximos »), situé au no 19 de la rue Hérode-Atticus à Athènes (Grèce), est, depuis 1982, la résidence officielle et le siège des services du Premier ministre de Grèce.
Il est situé à une cinquantaine de mètres du palais présidentiel et à quelques pas du Jardin national.
L'édifice est construit par l'architecte Aléxandros Michalinós en 1912. La famille de Dimítrios Máximos, qui achète le bien dans les années 1920, complète les travaux. Finalement, il est racheté en 1921.
En 1982, le palais est choisi par l'État pour accueillir la résidence officielle et les services du chef du gouvernement.